# Beallsville (Ohio)
Beallsville è un villaggio degli Stati Uniti d'America, situato nello stato dell'Ohio, nella contea di Monroe.